# Plavnik
Plavnik je manji otok na Kvarneru, u prolazu Srednja vrata između Krka i Cresa. 

## Zemljopisne osobine
Plavnik se pruža u smjeru sjeverozapad-jugoistok u dužini 6,3 km. Najviši vrh je visok 194 m, ponad kanala Krušija između Plavnika i Cresa, a u kojem kanalu je i najveća dubina čitavog Kvarnerskog zaljeva, -113 metara. Uz istočnu obalu Plavnika je otočić Mali Plavnik, a na jugoistoku u Kvarneriću su dva mala izdužena otočića Kormati s većom kolonijom galeba.
Plavnik se nalazi u okviru Grada Krka iako je puno bliži otoku Cresu. Razlog tome je što na čitavoj istočnoj obali otoka Cresa nema većeg naselja pa su kroz cijelu povijest njegovi korisnici i vlasnici bili mještani Krka i obližnjeg Punta.
Najsjevernija točka Plavnika je rt Mali Pin, najistočnija točka je Tenka punta ili narodno Tankó, a najjužnija točka je rt Madona. Na sjeveroistoku se još ističe izbočena punta Krnjacol.
Najzapadnija točka je rt Veli Pin sa svjetionikom. Tu je Plavnik najbliži otoku Cresu, od kojega je ondje udaljen 1 km. Od njega ga dijeli kanal Krušija. Od Krka je udaljen 5 km.
Obale otoka nisu razvedene. Sjeverne obale su vrlo strme i slabo pristupačne, dok su južne, i s istočne i sa zapadne strane, ravne, blage, pristupačne i s više uvala.
Među njma je najznačajnija uvala Krušija − istog imena kao i kanal između Plavnika i Cresa — kanal Krušija. U toj je uvali mali mul povezan i s malim gatom. Na mulu je dubina vrlo mala, oko 1 metar, ali je uz gat veća, oko 3 metra. Tu je i plaža te mali objekt. Uvala Krušija najposjećenija je uvala otoka Plavnika jer ju osim turista kupača posjećuju i mnogi nautičari s obzirom na to da pruža siguran zaklon od bure i juga, ali ne i od nevere. Osim toga uvala ima i prometno značenje jer od nje kreće put uzbrdo prema središtu otoka, mjestu gdje je nekad bilo nekoliko kuća koje su uglavnom koristili pastiri s otoka Krka za vrijeme sezonske ispaše ovaca. Nekoliko objekata je i obnovljeno i osim pastira ih koriste lovci. Iz napuštenog zaselka se pruža pogled prema Krku, Cresu, Rabu i čitavom Kvarneriću.

## Životinjski i biljni svijet
Plavnik ima veliku važnost u ishrani zaštićenih bjeloglavih supova koji zbog blizine često s Cresa dolijeću i na Plavnik. Naročito su im privlačne sjeverne strme obale koje im omogućuju lako ponovno uzlijetanje. Upravo na tom dijelu otoka su evidentirana i tri para bjeloglavih supova koji tu stalno obitavaju i rade gnjezdo. Osobito je značaj gnježđenja ove ptice na Plavniku jer se radi o zaštićenoj vrsti kojoj u Hrvatskoj prijeti izumiranje.
Na Plavniku postoji 31 vrsta ptica. Među tim vrstama posebno su zanimljive supar zmijar koji lovi zmije i guštere, suri orao, a gnijezde se vjetruša, ušara, ćuk, modrokos, a posebno često se ovdje gnjezdi jarebica kamenjarka.
Upravo su jarebice kamenjarke i zečevi privlačni lovcima koji su na otoku napravili i uzgajalište divljači te donijeli 15-estak jelena lopatara premda prema Zakonu o otocima i Zakonu o zaštiti prirode nije dopušteno unositi alohtone vrste na jadranske otoke.
Veliku važnost za faunu imaju i lokve na Plavniku jer je uz njih žive rijetki vodozemci, gmazovi i beskralježnjaci, kao što su posebno ugrožena barska kornjača i kornjača čančara.
Na otoku prevladavaju kamenjarski pašnjaci i makija - tipična mediteranska vegetacija krša. Osim njih ima i nešto hrasta crnike.

## Promet
Ima svoju zračnu luku, tj. priručno sletište za manje avione i helikoptere. Taj otok nema stalne brodske veze, osim sezonskih brodića za kupače i lovce.

## Naselja
Otok je nenaseljen, osim nekoliko sezonskih pastirskih kućica s cisternama. Sada je jedino sezonsko naselje na otoku Plavnik u središtu otoka, gdje borave turisti i lovci. Otok se uglavnom koristi za ispašu ovaca, a u novije vrijeme je dijelom iznajmljen i kao lovište.

## Vanjske poveznice
|  | Zajednički poslužitelj ima još gradiva o temi Plavnik |